# Cold Morning Sky
Cold Morning Sky – tomik amerykańskiej poetki Maryi Zaturenskiej, wyróżniony 
Nagrodą Pulitzera w dziedzinie poezji za 1938. Zbiorek wygrał z tomikiem Road to America Frances Frost.